# 標準FM放送
標準FM放送（ひょうじゅんエフエムほうそう、朝鮮語: 표준FM）またはSFMは大韓民国において実施されている放送である。既存の中波放送（AM）の番組をFMにそのまま再送信して行われる。日本のFM補完中継局に相当する。都市化の加速による大都市での中波放送の難聴の対策が主な目的である。
大都市においては既存の中波放送に比べて音質の面と難聴の問題が改善され、従来の中波放送の代替となっているが、山間地域では標準FM放送に比べ、従来の中波放送の方が受信状態は良好な場合が多い。そのため、1980年代よりKBS第1ラジオとMBC標準FMをはじめ、多くの中波放送局が標準FM放送を開始し、多くの放送局は標準FM放送開始後も中波放送を継続して実施していたが、AM放送聴取者の減少や設備の老朽化を理由として、2021年11月から韓国放送公社（KBS）の国外向け放送（KBSワールドラジオ、KBS韓民族放送など）の一部を除き、順次中波放送の休止や停波を行っている。

## 標準FM放送を実施している放送局

### 首都圏（大韓民国）
- KBS第1ラジオ
- KBS第2ラジオ
- KBS第3ラジオ
- MBC標準FM
- SBS LOVE FM
- CBS標準FM
- FEBCソウル極東放送[注 1][注 2]

### 江原
- KBS春川放送総局
  - KBS春川第1ラジオ
  - KBS春川第2ラジオ
- KBS江陵放送局
  - KBS江陵第1ラジオ
  - KBS江陵第3ラジオ
- KBS原州放送局
  - KBS原州第1ラジオ
- 春川MBC標準FM
- 原州MBC標準FM
- 江陵MBC標準FM
- MBC江原嶺東三陟標準FM
- 江原CBS標準FM（朝鮮語版）
- 江原嶺東CBS標準FM（朝鮮語版）

### 大田・忠清
- KBS大田放送総局
  - KBS大田第1ラジオ
  - KBS大田第2ラジオ
- KBS清州放送総局
  - KBS清州第1ラジオ
  - KBS清州第2ラジオ
- KBS忠州放送局
  - KBS忠州第1ラジオ
- 大田MBC標準FM
- 忠北MBC標準FM
- 大田CBS標準FM（朝鮮語版）
- 清州CBS標準FM（朝鮮語版）

### 光州・全羅
- KBS光州放送総局
  - KBS光州第1ラジオ
  - KBS光州第2ラジオ
  - KBS光州第3ラジオ
- KBS全州放送総局
  - KBS全州第1ラジオ
  - KBS全州第2ラジオ
  - KBS全州第3ラジオ
- KBS順天放送局
  - KBS順天第1ラジオ
  - KBS順天第3ラジオ
- KBS木浦放送局
  - KBS木浦第1ラジオ
- 全州MBC標準FM
- 光州MBC標準FM
- 木浦MBC標準FM
- 麗水MBC標準FM
- 光州CBS標準FM（朝鮮語版）
- 全北CBS標準FM（朝鮮語版）
- 全南CBS標準FM（朝鮮語版）

### 大邱・慶北
- KBS大邱放送総局
  - KBS大邱第1ラジオ
  - KBS大邱第2ラジオ
- KBS浦項放送局
  - KBS浦項第1ラジオ
- KBS安東放送局
  - KBS安東第1ラジオ
- 大邱MBC標準FM
- 浦項MBC標準FM
- 安東MBC標準FM
- 大邱CBS標準FM（朝鮮語版）
- 浦項CBS標準FM（朝鮮語版）

### 釜山・慶南・蔚山
- KBS釜山放送総局
  - KBS釜山第1ラジオ
  - KBS釜山第2ラジオ
- KBS蔚山放送局
  - KBS蔚山第1ラジオ
- KBS昌原放送総局
  - KBS昌原第1ラジオ
  - KBS昌原第2ラジオ
  - KBS昌原第3ラジオ
- KBS晋州放送局
  - KBS晋州第1ラジオ
- 釜山MBC標準FM
- 蔚山MBC標準FM
- MBC慶南昌原標準FM（朝鮮語版）
- MBC慶南晋州標準FM（朝鮮語版）
- KNN LOVE FM（朝鮮語版）（SBS LOVE FM）
- 釜山CBS標準FM（朝鮮語版）
- 蔚山CBS標準FM（朝鮮語版）
- 慶南CBS標準FM（朝鮮語版）

### 済州
- KBS済州放送総局
  - KBS済州第1ラジオ
  - KBS済州第2ラジオ
- 済州MBC標準FM
- 済州CBS標準FM（朝鮮語版）
- FEBC済州極東放送[注 3][注 2]

## AM放送を停止・ないしは廃止しているか、廃止を予定する放送局
韓国文化放送の傘下にある16の地方局のうち、大邱文化放送が中波を休止したうえで2021年11月で正式に廃止しFMに一本化された。さらに2022年9月には釜山文化放送、麗水文化放送、同11月にはソウル本部の韓国文化放送も中波を休止し、半年程度をめどに廃止させる予定である。また韓国文化放送のAM休止に合わせる形で、ソウル放送もAMを廃止する予定である（なお基から、ソウル放送傘下の地方局はAMは開局しておらず、唯一のAM放送局だった）。
ソウル放送は「音質も悪く不便だった中波を廃止し、優れた音質と受信環境を持つFMに統合することで、リスナーにより良いサービスを提供する」としている。
今後韓国文化放送のうち浦項、全州と、基督教放送のソウル、釜山局についても「将来的に近く中波を整理（廃止）する予定」としているほか、韓国放送公社もKBSワールドラジオなどの国外向け放送の一部を除く中波放送を将来的になくすことを検討している。